# Quanten-Fouriertransformation
Die Quanten-Fouriertransformation ist ein Algorithmus aus dem Gebiet der Quanteninformatik. Sie ist eine Zerlegung der diskreten Fouriertransformation in ein Produkt unitärer Matrizen. Dadurch kann sie als Quantenschaltkreis aus Hadamard-Gattern und Phasengattern implementiert werden.
Die Quanten-Fouriertransformation ist ein wesentlicher Bestandteil eines der prominentesten Quantenalgorithmen, des Shor-Algorithmus.

## Quantenschaltkreis
Am einfachsten wird die Struktur der Quanten-Fouriertransformation anhand des entsprechenden Quantenschaltkreises sichtbar. In Abbildung 1 findet man ihn für {\displaystyle n=3} (ohne die noch erforderliche Umkehrung der Reihenfolge der Zustände der Ausgaben). Dort ist die übliche Notation für die binäre Darstellung der Phasenterme genutzt, d. h. {\displaystyle [0.x_{1}x_{2}\dots x_{n}]=x_{1}/2+x_{2}/4~+\dots +~x_{n}/2^{n}} usw.

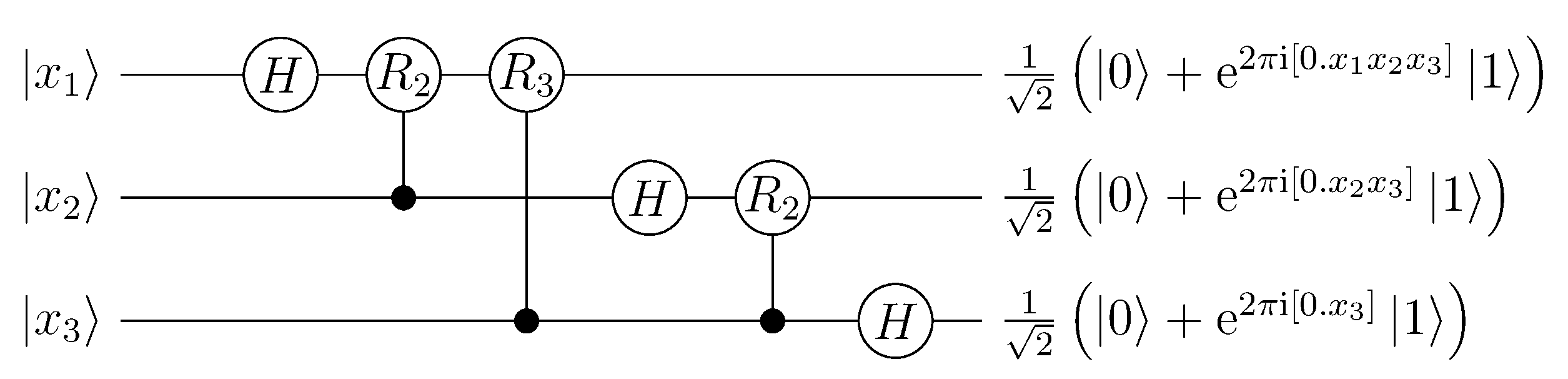
Abbildung 1: QFT für 3 Qubits (ohne Umkehrung der Reihenfolge der Zustände der Ausgaben)

Die Situation für 1-, 2- und 3-Qubit-Register wird auf der Seite des Wolfram Demonstrations Project dargestellt.
Daran kann man leicht erkennen, wie die Schaltkreise für größere Quantenregister aussehen. Die mit {\displaystyle H} beschrifteten Quantengatter stellen Hadamard-Gatter dar, während die mit {\displaystyle R_{m}} beschrifteten Gatter Phasengatter repräsentieren, die hier als gesteuerte Gatter eingesetzt werden (Steuer-Qubit wie üblich durch schwarzen Punkt und Verbindungslinie zum Ziel-Qubit angedeutet; Controlled Phase).
Die einzelnen Gatter werden jeweils durch folgende unitäre Matrizen beschrieben.
{\displaystyle H={\frac {1}{\sqrt {2}}}{\begin{pmatrix}1&1\\1&-1\end{pmatrix}}\quad R_{m}={\begin{pmatrix}1&0\\0&\zeta _{m}\end{pmatrix}}}
Dabei bezeichnet {\displaystyle \zeta _{m}} die {\displaystyle 2^{m}}-te Einheitswurzel {\displaystyle e^{\frac {2\pi i}{2^{m}}}}.

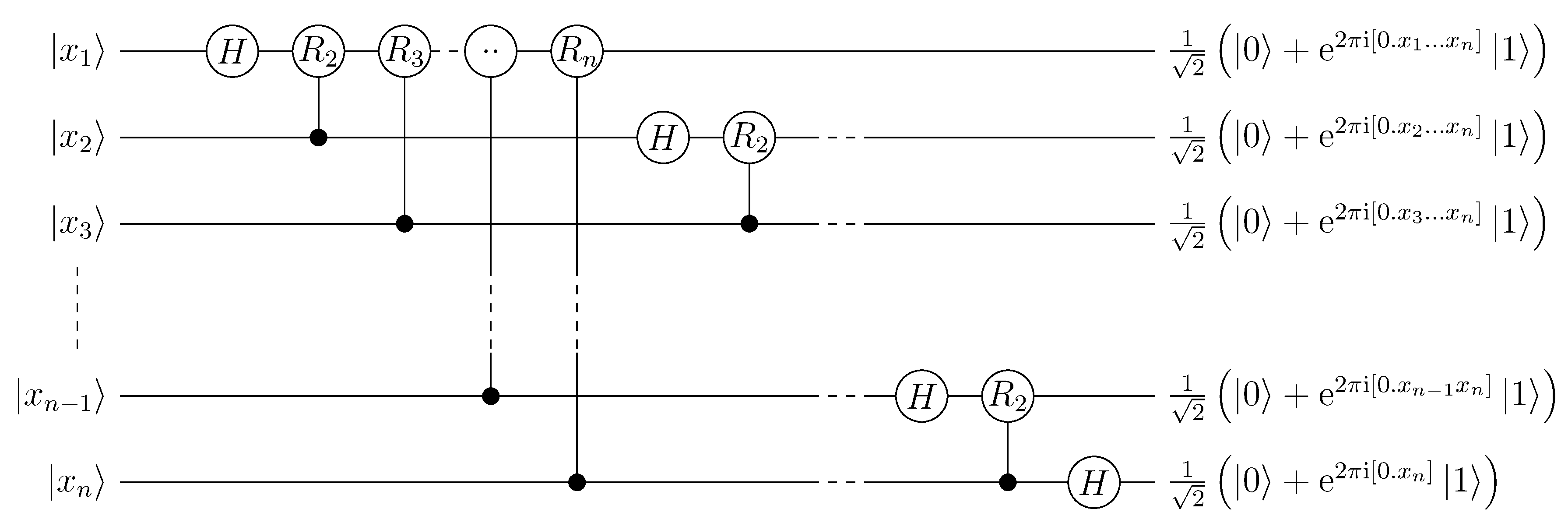
Abbildung 2: QFT für n Qubits (ohne Umkehrung der Reihenfolge der Zustände der Ausgaben)

Eine verallgemeinerte Schaltskizze ist in Abbildung 2 zu sehen, wieder ohne die erforderliche Umkehrung der Reihenfolge der Ausgabe-Zustände. Hier ist wieder die binäre Darstellung in den Ausgabezuständen genutzt.
Die Quanten-Fouriertransformation benötigt bei {\displaystyle n} Qubits insgesamt {\displaystyle O(n^{2})} Gatter
für den entsprechenden Schaltkreis sowie {\displaystyle O(n)} weitere, um die Output-Qubits in die richtige Ordnung zu bringen.

## Mathematische Beschreibung
In der Quanteninformatik werden Algorithmen durch ihre Wirkung auf ein Quantenregister beschrieben. Die Quanten-Fouriertransformation arbeitet auf einem Quantenregister mit {\displaystyle n} Qubits, wobei dessen {\displaystyle N=2^{n}} Basiszustände unter Verwendung der Bra-Ket-Notation folgendermaßen notiert werden:
{\displaystyle |0\rangle ,|1\rangle ,\ldots ,|N-1\rangle }
Als diskrete Fouriertransformation bildet auch die Quanten-Fouriertransformation jeden Basiszustand {\displaystyle |x\rangle } auf eine Überlagerung aller Basiszustände ab:
{\displaystyle \operatorname {QFT} _{N}|x\rangle ={\frac {1}{\sqrt {N}}}\sum _{j=0}^{N-1}\zeta _{n}^{x\cdot j}|j\rangle }
mit {\displaystyle \zeta _{n}=\exp \left({\tfrac {2\pi \mathrm {i} }{N}}\right)} der N-ten Einheitswurzel.
Alternativ kann die Quanten-Fouriertransformation auch mittels der folgenden Faktorisierung berechnet werden:
{\displaystyle \operatorname {QFT} _{N}|x\rangle ={\frac {1}{\sqrt {N}}}\cdot \left(|0\rangle +\zeta _{1}^{x}|1\rangle \right)\otimes \left(|0\rangle +\zeta _{2}^{x}|1\rangle \right)\otimes \left(|0\rangle +\zeta _{3}^{x}|1\rangle \right)\otimes \cdots \otimes \left(|0\rangle +\zeta _{n}^{x}|1\rangle \right)}
Berechnet man sie mit Hilfe der Verallgemeinerung der obigen Quantenschaltkreis-Idee, erhält man fast die obige Faktorisierung, allerdings in umgekehrter Reihenfolge, konkret:
{\displaystyle |x\rangle \longmapsto {\frac {1}{\sqrt {N}}}\cdot \left(|0\rangle +\zeta _{n}^{x}|1\rangle \right)\otimes \left(|0\rangle +\zeta _{n-1}^{x}|1\rangle \right)\otimes \left(|0\rangle +\zeta _{n-2}^{x}|1\rangle \right)\otimes \cdots \otimes \left(|0\rangle +\zeta _{1}^{x}|1\rangle \right)}

## Eigenschaften
Wendet man die Quanten-Fouriertransformation auf den Zustand {\displaystyle |0\rangle } an, so erzeugt sie genauso wie die Hadamard-Transformation eine gleichgewichtete Superposition der Basiszustände:
{\displaystyle \operatorname {QFT} _{N}|0\rangle =\operatorname {H} _{N}|0\rangle ={\frac {1}{\sqrt {N}}}\sum _{x=0}^{N-1}|x\rangle }
Des Weiteren besitzt die Quanten-Fouriertransformation natürlich auch alle Eigenschaften der diskreten Fouriertransformation.